# 喻文波
喻文波（游戏ID: JackeyLove，2000年11月18日—），外号水子哥、阿水、JKL，湖北黄冈人，是一名中国英雄联盟职业选手，目前效力于滔搏电子竞技俱乐部。

## 经历
2018年11月3日，IG战队击败FNC战队，喻文波获得2018英雄联盟全球总决赛冠军。
2020年4月3日，TES战队官方微博官宣前iG战队AD选手JackeyLove加入战队。
2020年4月26日，2020年LPL春季赛半决赛中，TES战队3比1击败iG战队打进决赛。这也是TES队史首次打入LPL联赛决赛。
2020年LPL职业联赛夏季赛冠军。
2020年LPL德瑪西亞杯冠軍。

## 个人荣誉
2018年LPL年度最佳新秀选手。
2020年LPL最佳AD选手

## 团队荣誉

### IG
2018年 英雄联盟职业联赛夏季赛 亚军
2018年 S8英雄联盟全球总决赛 冠军
2019年 英雄联盟职业联赛春季赛 冠军

### TES
2020年 英雄联盟职业联赛春季赛 亚军
2020年 英雄联盟季中杯  冠军
2020年 英雄联盟职业联赛夏季赛 冠军
2020年 S10英雄联盟全球总决赛-四强
2020年LPL德瑪西亞杯冠軍。
2022年 LPL春季赛  亚军
2022年 LPL夏季赛  亚军
2024年 LPL春季赛  亚军
2024年 沙特电竞世界杯  亚军